# Epizeuxis scobialis
Epizeuxis scobialis är en fjärilsart som beskrevs av Augustus Radcliffe Grote 1880. Epizeuxis scobialis ingår i släktet Epizeuxis och familjen nattflyn. Inga underarter finns listade i Catalogue of Life.